# Wesleyan University Press
Wesleyan University Press es una editorial universitaria que es parte de la Universidad Wesleyana en Middletown, Connecticut. La editorial está dirigida actualmente por Suzanna Tamminen, una poetisa y ensayista.